# Jasne błękitne okna
Jasne błękitne okna – polski film fabularny z 2006 roku w reżyserii Bogusława Lindy.
Pomysł scenariusza został zaczerpnięty ze wspomnień Beaty Kawki. Po nakręceniu filmu powstała debiutancka powieść Edyty Czepiel-Zadury pod tym samym tytułem.
Premiera filmu miała miejsce 12 stycznia 2007 roku. Zdjęcia trwały od 5 maja do 13 czerwca 2006. Joanna Brodzik otrzymała nagrodę na Cieszyńskim festiwalu filmowym za rolę Sygity.

## Opis fabuły
W małej prowincjonalnej osadzie w latach 70. XX w. zaczyna się historia przyjaźni dwóch dziewcząt. Dziewczynki z prowincji z biegiem lat stają się kobietami z prowincji. Sygita naturalną koleją losu zostaje tam rodząc dziecko, Beata szuka innego, lepszego świata w wielkim mieście - zostaje aktorką.

## Obsada
- Joanna Brodzik – Sygita
- Beata Kawka – Beata
- Bogusław Linda – Artur, mąż Beaty
- Marian Dziędziel – Rogaś
- Stanisława Celińska – Rogasiowa
- Barbara Brylska – Nina
- Jerzy Trela – Józef
- Jacek Braciak – Marek
- Rafał Bryndal – prowadzący talk-show
- Bartosz Żukowski – Kamil
- Halina Rasiakówna
- Zdzisław Kuźniar
- Elżbieta Cieślawska
- Urszula Bogucka(inne języki)
- Olga Jankowska – młoda Sygita
- Weronika Asińska – młoda Beata
- Maciej Kozłowski – Zbigniew
- Aleksandra Justa – Ola, kochanka Artura
- January Brunov – lekarz

## Plenery
- Warszawa, Niemcza, Jugowice, Bielawa, Ustka, Siemisławice.